# DR E 44 2001
Die Baureihe E 442 der Deutschen Reichsbahn war eine elektrische Probelokomotive für den Güter- und Personenzugdienst. Sie erhielt die Nummer E 44 201. Ab 1938 trug sie die Nummer E 44 2001, unter Beibehaltung der Baureihenbezeichnung E 442.

## Geschichte
Die von den Bergmann Elektrizitätswerken (BEW) und der Berliner Maschinenbau AG (BMAG) 1929 konstruierte Bo’Bo’-Lokomotive war eine Weiterentwicklung der Baureihe E 75. Im Juni 1930 wurde die Lok fertiggestellt. Konzipiert war die Maschine für eine Höchstgeschwindigkeit von 80 km/h, sodass sie sowohl im Personen-, als auch im Eilgüterzugdienst eingesetzt werden konnte. Gegenüber der E 75 war die Stundenleistung um 320 kW höher, während die elektrische Ausrüstung 30 % leichter ausfiel. Die Lokomotive wurde von der DR ohne vorherige Erprobung am 22. Dezember 1930 beim Bw Magdeburg-Rothensee in Dienst gestellt. Bis zum Frühjahr 1931 war sie dort im regulären Zugdienst eingesetzt und erreichte eine hohe Laufleistung. Nach einer Reparatur im RAW Lauban wurde die Lok nun in der Reichsbahndirektion Breslau beheimatet. Im Mai 1931 wurde von ihr ein 1.850-t-Zug zwischen Breslau und Königszelt bei 8,9 ‰ Steigung befördert. Dabei gab es keinerlei Probleme. Auch häufige Anfahrten bereiteten der Maschine keine Schwierigkeiten. Die Erwärmung von Haupttransformator und Fahrmotoren blieb in den zulässigen Toleranzen. Weitere Erprobungen auf 20 ‰ Steigung mit 576 t und auf 10 ‰ Steigung mit 900 t im Gleisbogen sowie 1076 t in der Geraden verliefen erfolgreich. Seit 1932 gehörte sie zum Bestand des Bw Hirschberg. Hier erhielt sie auch die Nummer E 44 201 und die Baureihenbezeichnung E 442.
Im regelmäßigen Betriebseinsatz zeigten sich dann aber Schwachstellen an einigen Bauteilen und konstruktive Unstimmigkeiten, wie die mangelhafte Achsfahrmassenverteilung. Grund dafür war die ungenügende Entwicklungszeit. Daher wurde die Lok von der DR negativ beurteilt. Doch auch Nachbesserungen wie Kühlsystem, Feinstellersteuerung und Massenausgleich konnten die Entscheidung zugunsten der Lok nicht mehr beeinflussen. Obwohl die Beschaffungskosten mit 275.000 RM sehr niedrig waren, unterblieb eine Beschaffung weiterer Lokomotiven dieser Baureihe, auch weil BEW den Lokomotivbau einstellte. Die Erfahrungen flossen aber in den Bau der Serienausführung der Baureihe E 44 ein.
Beim Einsatz auf den Bergstrecken zeigten sich nun doch verstärkt zu hohe Trafotemperaturen und der Verschleiß an den kombinierten Schützen für Fahrtrichtungsänderung und Motorabschaltung nahm zu. Im Januar 1934 wurde die E 44 201 zum Bw Freilassing umbeheimatet. Dort war sie bis 1943 stationiert, nur unterbrochen von einer Beheimatung beim Bw München Hauptbahnhof von Mai 1939 bis Mai 1941. 1938 wurde die Lok in E 44 2001 umbenannt, um die Nummer E 44 201 für die geplante Beschaffung weiterer E 44 frei zu machen. Bis 1943 erreichte die E 44 2001 nur eine Gesamtlaufleistung von 303.000 km, da sie seit Mitte 1942 nur noch im Rangierdienst tätig war. Mit der Lieferung weiterer E 44 an das Bw Freilassing wurde E 44 2001 nach München Ost abgegeben. Auch hier war sie nur als Rangierlok im Einsatz. 1944 nochmals ausgebessert, musste sie im Februar 1945 beschädigt abgestellt werden. Danach kam sie nicht wieder in Fahrt und wurde 1949 schließlich ausgemustert.

## Technische Merkmale

### Mechanischer Teil
Die Lokomotive war einteilig und hatte die Achsfolge Bo’Bo’, das bedeutet sie hatte zwei Drehgestelle mit je zwei Achsen von denen jede separat angetrieben war. Angetrieben wurden die Achsen über je ein zweiseitiges geradverzahntes Getriebe mit abgefedertem Großrad. Die Drehgestelle waren Außenrahmenkonstruktionen. Die Rahmenwangen hatten eine Stärke von 23 mm. Pufferträger und Drehzapfenlager waren Stahlgussquerträger. Die Drehzapfen konnten sich bis zu 15 mm nach jeder Seite bewegen, außerdem besaßen sie Rückstellblattfedern.
Der Hauptrahmen war als Brückenrahmen mit zwei 20 mm starken ausgesparten Stahlblech-Hauptträgern gebaut worden. Die Abstützung erfolgte mit Hilfe von acht Stützzapfen auf die Tragfedern der Achslager. Jeder Stützzapfen bestand aus einer Feder und einem Stoßdämpfer. Sie arbeiteten als Achsfahrmassenausgleich beim Anfahren.
Der Lokomotivkasten wurde als stahlblechverkleidetes Profilstahlgerüst ausgeführt. Er war geschweißt und besaß zwei Vorbauten. Der vordere Vorbau enthielt den Luftverdichter, der hintere den Hauptluftbehälter und einen Umformer.
Der Maschinenraum war mit zwei Durchgängen ausgestattet. Das dreiteilige abnehmbare Dach der Lok enthielt Lüftungsöffnungen für die Kühlluft. Auf jeder Seite des Lokkastens gab es fünf Fenster, davon waren je zwei Schiebefenster.
Die Bremseinrichtung bestand aus einer Druckluftbremse Kzbr, Luftverdichter und Hauptluftbehälter. Der Verdichter konnte bei einem Druck von 8 bar 90 m³/h Druckluft liefern. Die Druckluftbremse wirkte einseitig auf alle Räder. Des Weiteren gab es eine Spindelhandbremse.
Als Hilfseinrichtungen besaß die Lokomotive insgesamt drei Doppellüfter für die zwei Fahrmotoren jedes Drehgestells und den Haupttransformator. Die Frischluftansaugung erfolgte über geschlossene Kanäle durch die seitlichen Ansaugöffnungen im Dach. Die Sandstreueinrichtung wirkte entweder auf die Räder der vorauslaufenden Achse oder auf alle Achsen gleichzeitig. Zum erstmaligen Heben des Stromabnehmers besaß die Lok eine Handluftpumpe.

### Elektrischer Teil
Der Haupttransformator war ein fremdbelüfteter Trockentransformator. Die Sekundärseite besaß 13 Anzapfungen für den Motorstromkreis mit Spannungen von 78 bis 419 Volt. Des Weiteren zwei für die Steuerung und die Hilfsanlagen, sowie zusätzlich drei für die Zugheizeinrichtung. 1938 erfolgte ein Umbau auf 16 Anzapfungen.
Auf dem Dach befand sich je ein Scherenstromabnehmer der Bauart SBS 10, der über die Dachleitung an den Hauptschalter mit 100 MVA Ausschaltleistung angeschlossen war. Dazwischen war eine Überspannungsschutzdrossel eingebaut.
Die Steuerung erfolgte über ein Nockenschaltwerk, das von einem elektromagnetisch gesteuerten Druckluft-Servomotor betätigt wurde. Es hatte einen Kommutator-Feinsteller und einen Zusatztransformator. Zwölf Dauerfahrstufen konnten angewählt werden. Das Schaltwerk war für Mehrfachtraktion ausgelegt. Für den Fahrtrichtungswechsel gab es je Fahrmotor zwei elektropneumatische Schütze. Diese dienten gleichzeitig auch zur Abschaltung der Fahrmotoren.
Die E 44 2001 war mit vier fremdbelüfteten, kompensierten Wechselstrom-Reihenschlussmotoren mit Wendepolen in geschweißtem Gehäuse ausgerüstet. Die Motoren waren als Tatzlagerantriebe ausgeführt. Um Schaltgeräte zu sparen, war die Erregerwicklung geteilt, sodass je nach Fahrtrichtung immer nur ein Wicklungsteil stromführend war.
Das Einschalten der drei Doppellüfter erfolgte per Hand oder zwangsgeführt ab der Fahrtstufe vier. Die Lokomotivbeleuchtung wurde durch einen 24 V-Gleichspannungsumformer mit paralleler 52-Amperestunden-Batterie realisiert. Eine Sicherheitsfahrschaltung war ebenfalls vorhanden.